# اتفاقية عمان 1965

بحسب الاتفاقية، حصل الأردن على الجزء الأخضر، فيما حصلت السعودية على الجزء الأحمر.

اتفاقية عمان 1965 هي اتفاقية تكميلية للحدود السياسية بين المملكة العربية السعودية والمملكة الأردنية الهاشمية.

## نبذة تاريخية
بعد تأسيس الملك عبد الله الأول لإمارة شرق الأردن توصل مع الملك عبد العزيز إلى اتفاقية بين نجد وشرق الأردن في 2 نوفمبر 1925، عرفت باتفاقية حدا، كان من أهم ما جاء فيها تعيين الحدود بين نجد وإمارة شرق الأردن وصيانة جميع الحقوق التي تتمتع بها القبائل في وادي السرحان من غير القبائل التابعة لنجد والتعهد بمنع الغزو ومعاقبة مرتكبيه وتأليف محكمة للنظر في التعديات التي قد تقع وراء الحدود وتعيين المسئولية والتعهد بعدم مخابرة رؤساء وشيوخ عشائر الحكومة الأخرى في الأمور الرسمية والسياسية والتعهد بمنح حرية المرور لجميع المسافرين والحجاج. ضمان حرية المرور في كل حين للتجار من رعايا نجد لقضاء تجارتهم بين نجد وسوريا ذهابا وإيابا.
إلا أن بعض الخلافات بقيت قائمة بين الحين والآخر ولم تأخذ العلاقات شكلها الطبيعي إلا بعد أن أرسل الملك عبد الله الأول عام 1933 برقية إلى الملك عبد العزيز نصها: «قد علمت مع السرور بانتهاء المخابرات الرسمية في سبيل اعتراف متبادل بين جلالتكم وبيني وبين حكومتينا وإني أغتنم هذه الفرصة فأقدم تحياتي لجلالتكم ولأعرب عن أملي بأن هذه الخطوة ستعد أساسا للعلاقات الودية والتعاون بين بلدينا».
وبادر الملك عبد العزيز بإعرابه عن ارتياحه لهذا الموقف وأبدى استعداده لإقامة علاقات أخوية دائمة. وقد نتج عن ذلك التوقيع على اتفاقية صداقة وحسن جوار في 27 تموز 1932 وبروتوكول للتحكيم والكيفية التي يمكن بوساطتها حل ما قد ينشأ من خلاف. بعد التوقيع على هذه الاتفاقية قام المسؤولون في البلدين بتبادل الزيارات الودية. بعد اغتيال الملك عبد الله في عام 1951 خلفه ابنه طلال الذي أبدى حرصا على تنمية العلاقات مع السعودية وقام بزيارة إلى الرياض. وبعد تخلي الملك طلال عن الحكم في عام 1953 لاعتلال صحته خلفه ابنه الملك الحسين بن طلال الذي حرص هو الآخر على تقوية علاقته بالسعودية.

## الاتفاقية
في عهد الملك حسين بن طلال نمت العلاقات السعودية الأردنية بشكل جيد، وقد قاد ذلك إلى التوقيع على اتفاقية حدودية في عام 1965، تم بموجبها تعديل مسار الحدود الذي رسم في 1925 في منطقة حداء. بموجب التعديل الجديد الذي أدخلته اتفاقية 1965 أصبح الخط الحدودي الجديد يبدأ على بعد خمسة وعشرين كيلومتر إلى الجنوب من العقبة، الأمر الذي أدى إلى حصول الأردن على مساحة إضافية تبلغ ستة آلاف كيلومتر مربع على ساحل خليج العقبة. في مقابل ذلك حصلت السعودية على بعض الأراضي الداخلية تبلغ مساحتها سبعة آلاف كيلومتر تقع إلى الغرب من الحوض الرئيسي لوادي السرحان. بهذه الاتفاقية الحدودية تكون الأردن والسعودية قد أنهيتا كل مشكلاتهما المتنازع عليها.